# アラン・サン＝マクシマン
アラン・イレネー・サン＝マクシマン（Allan Irénée Saint-Maximin, 1997年3月12日 - ）は、フランス・シャトネ＝マラブリー出身のサッカー選手。スュペル・リグ・フェネルバフチェSK所属。ポジションはFW。

## 経歴
パリの郊外にある街であるムンドで誕生し、父は運転手、母は幼稚園長という家庭で育った。学問分野ではIQが145であり、運動面でもクロスカントリーなどの地方チャンピオンに輝いた。13歳の時にサッカー連盟直轄の育成施設に入るが、6ヶ月後にいじめ問題に絡んでしまったことで退学した。2013年、ASサンテティエンヌトップチーム昇格し、9月1日、FCジロンダン・ボルドー戦でプロデビューを果たした。
2015年7月31日、ASモナコに移籍し、すぐにドイツのハノーファー96にレンタル移籍した。2016年7月28日、SCバスティアにレンタル移籍した。
2017年から加入したOGCニースではマリオ・バロテッリと強力な攻撃陣を形成したが、2018-19シーズンには仮病で試合を欠場する日があり、それによってサポーターや監督から批判を受けるなど問題もあった。
2019年8月2日、ニューカッスル・ユナイテッドFCと6年契約を締結したことが発表された。
2023年7月30日、アル・アハリ・サウジFCに移籍した。4年契約で、移籍金は約40億円とみられている。公式戦31試合に出場し、4ゴール10アシストを記録。チームのリーグ戦3位の大躍進に大きく貢献した。
2024年7月18日、フェネルバフチェSKへ期限付き移籍することが発表された。

## 代表歴
フランス代表としてU-20代表でプレーし、2017 FIFA U-20ワールドカップに出場し2得点を記録した。